# Ngân hàng Thái Lan
Ngân hàng Thái Lan (tiếng Thái: ธนาคารแห่งประเทศไทย, phát âm tiếng Thái: [Thơ-nakha-hèng Prathẹt Thay]) là ngân hàng trung ương của Vương quốc Thái Lan.
Ngân hàng Thái Lan bắt đầu hoạt động ngày 10 tháng 12 năm 1942. Ban lãnh đạo ngân hàng này gồm một thống đốc và 4 phó thống đốc.
Tarisa Watanagase đã được bổ nhiệm làm thống đốc vào ngày 17 tháng 10 năm 2006, thay thế Pridiyathorn Devakula, người đã trở thành bộ trưởng tài chính.
Vai trò của ngân hàng này  Lưu trữ ngày 9 tháng 4 năm 2008 tại Wayback Machine:
1. Đẩy mạnh sự ổn định và ban hành trình bày chính xác các chính sách tiền tệ.
2. Xúc tiến sự ổn định của các thể chế và giám sát các thể chế tài chính.
3. Cung cấp các điều kiện thuận lợi về nghiệp vụ ngân hàng và kiến nghị các chính sách kinh tế cho chính phủ.
4. Cung cấp các điều kiện thuận lợi cho các thể chế tài chính.
5. Quản lý dự trữ ngoại hối của quốc gia.
6. In và phát hành giấy bạc.

Kể từ tháng 5 năm đã theo đuổi mục tiêu kiểm soát lạm phát, hơn là tổng lượng tiền tệ lưu thông, trong việc thiết lập chính sách tiền tệ. Mục tiêu lạm phát của ngân hàng này hiện nay là 0%-3,5%.
Lãi suất được quyết định bởi Ủy ban Chính sách Tiền tệ, bao gồm 3 quan chức từ Ngân hàng Thái Lan và 4 chuyên gia từ bên ngoài.